# کلیسای مریم مقدس (باغانیس)
کلیسای مریم مقدس (ارمنی: Սուրբ Աստվածածին եկեղեցի) یک کلیسا متعلق به کلیسای حواری ارمنی واقع در شهر باغانیس، استان تاووش ارمنستان می‌باشد. ساخت و ساز این ساختمان در سده ۱۰ام میلادی؛ به پایان رسید. این بنا به سبک معماری ارمنی طراحی شده است.

## نگارخانه

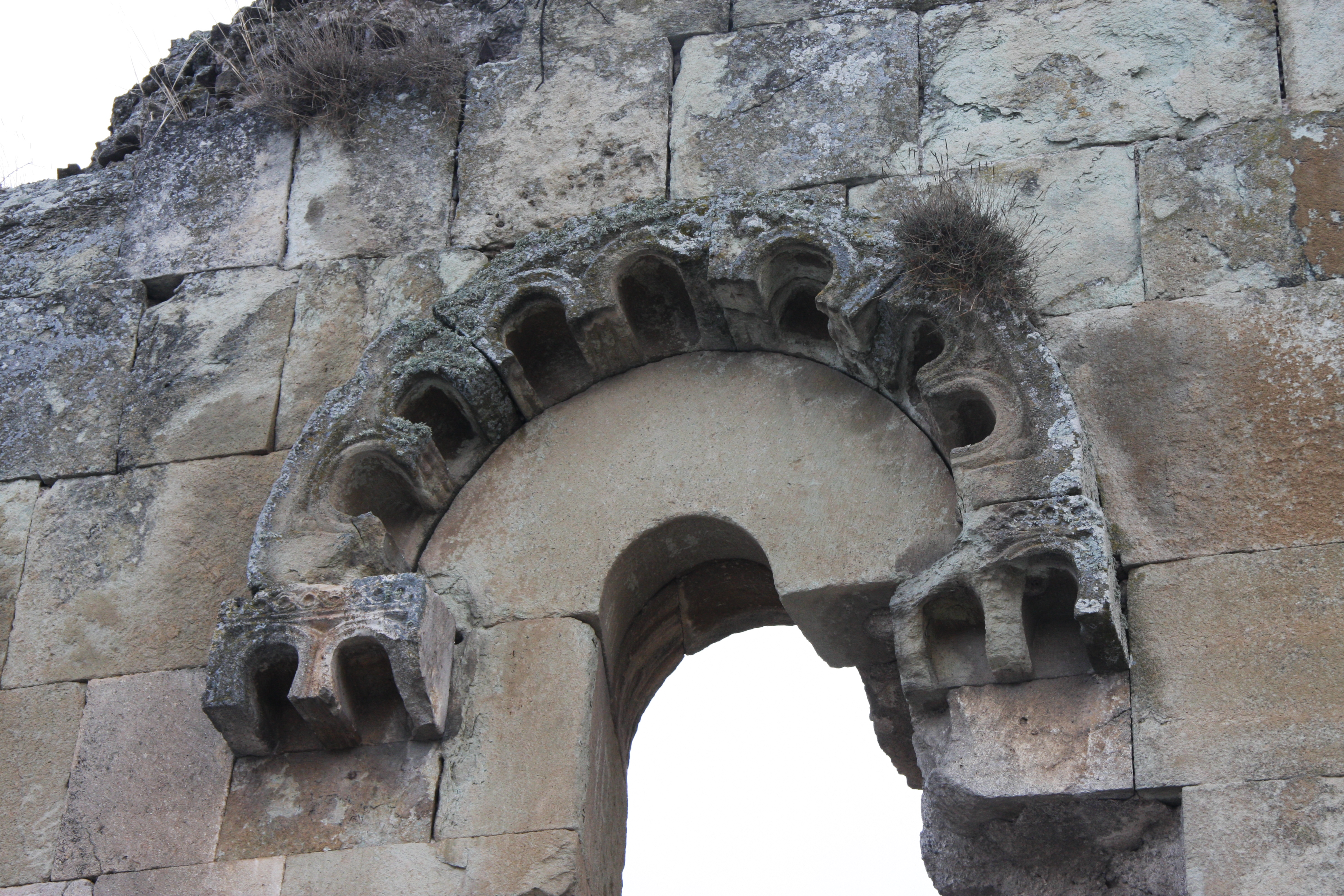
پنجره کلیسا
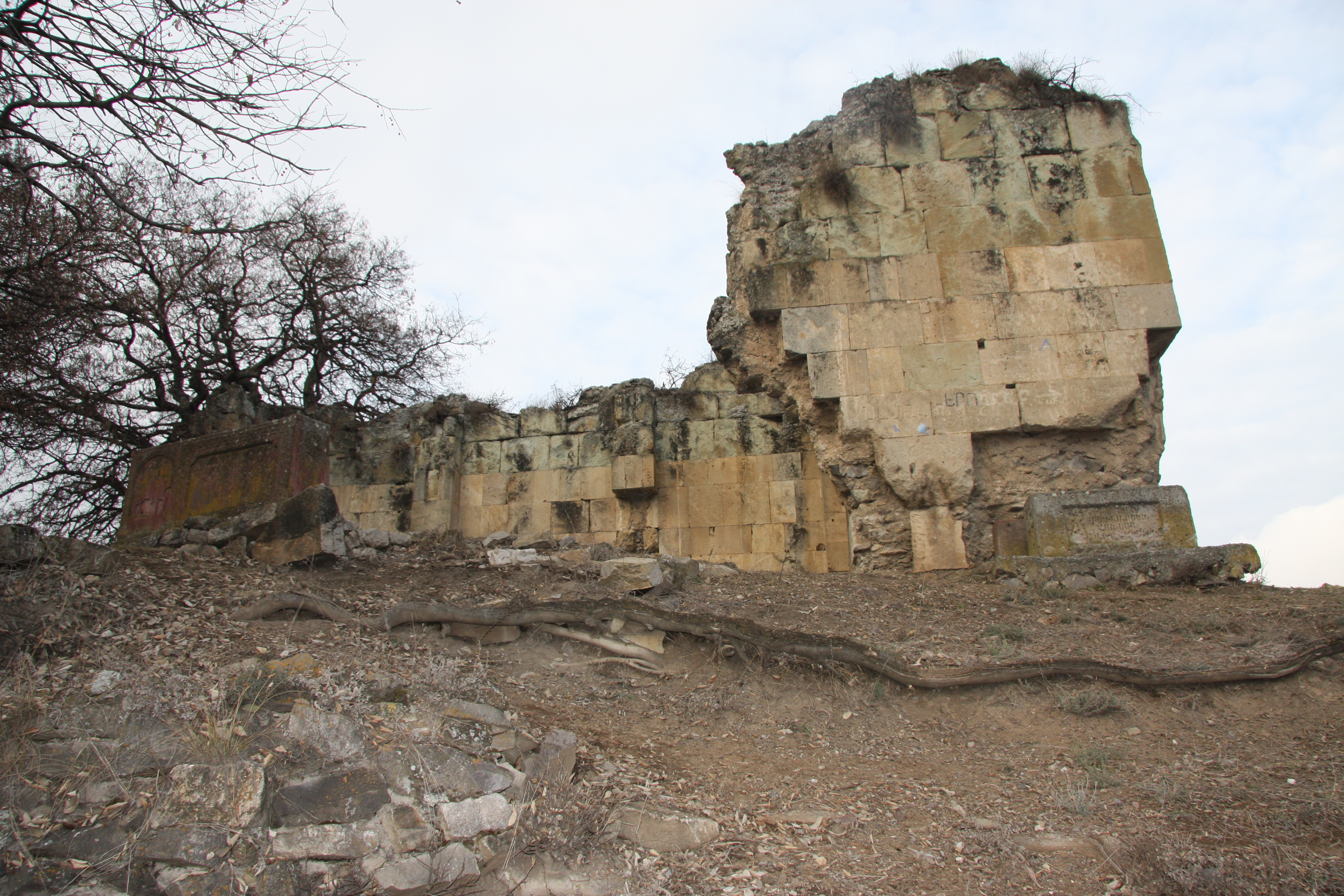
نمای کلیسا از سمت جنوب
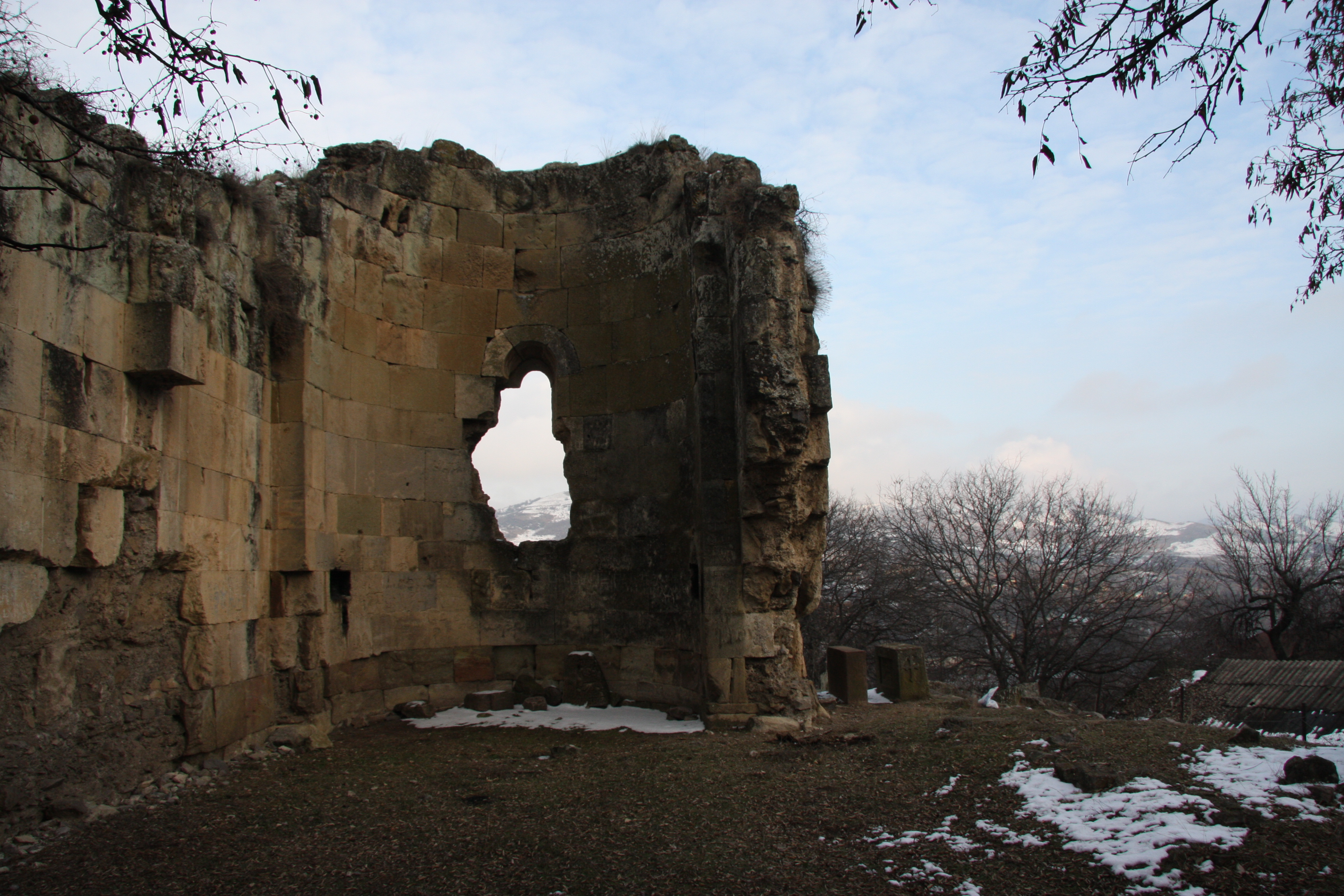
محراب کلیسا
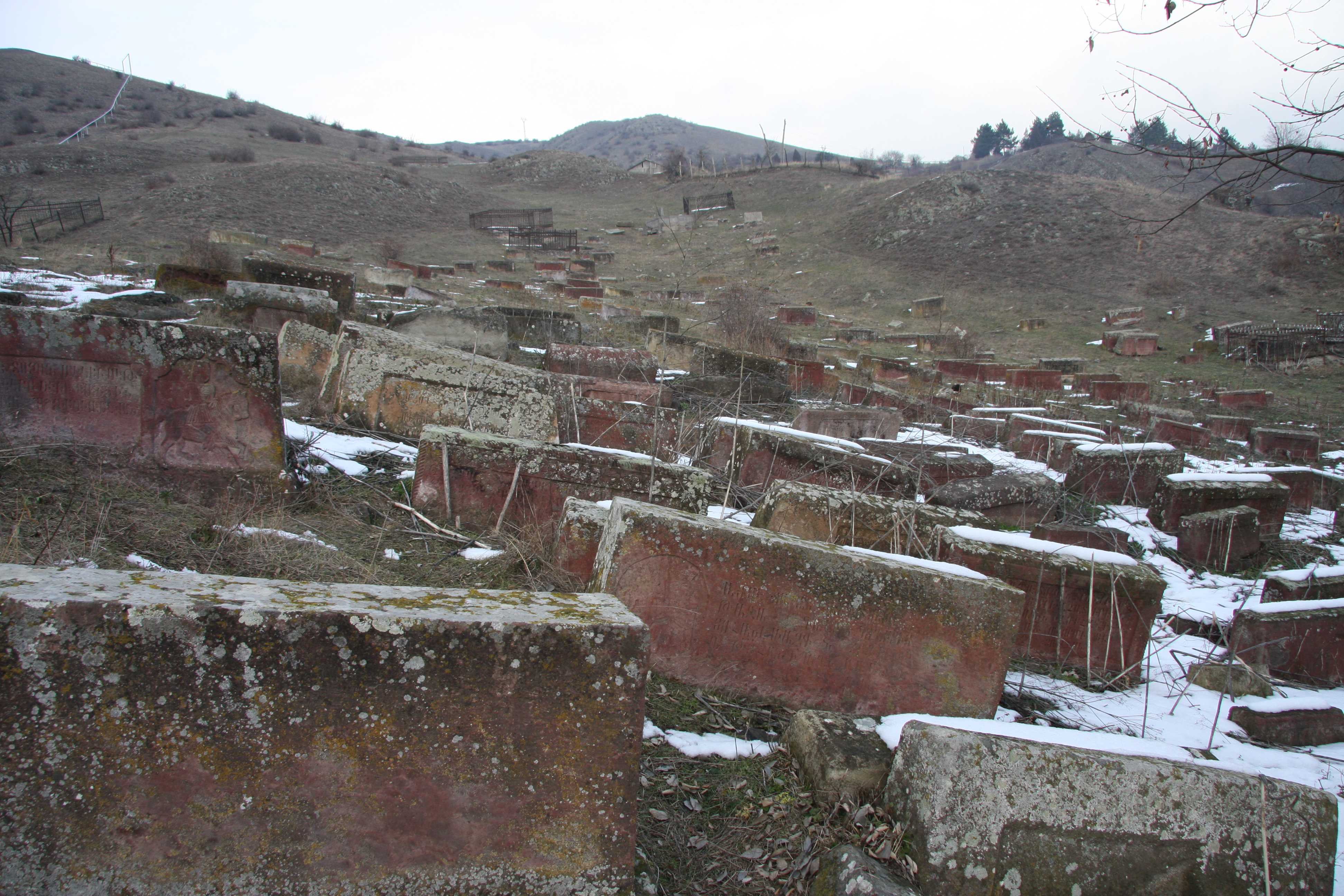
آرامستان اطراف کلیسا
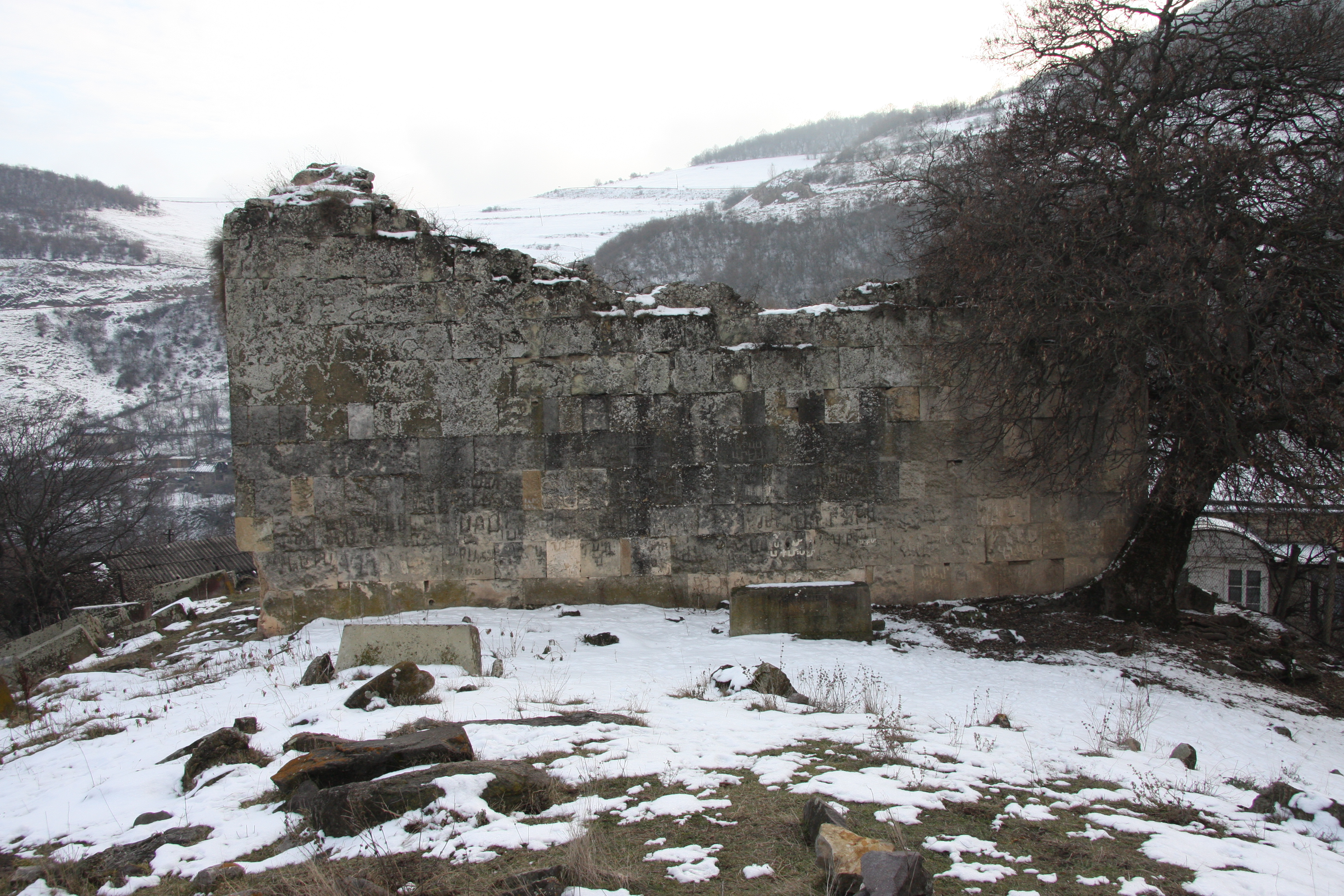
نمای کلیسا از سمت شمال